# Oberonia drepanophylla
Oberonia drepanophylla är en orkidéart som beskrevs av Rudolf Schlechter. Oberonia drepanophylla ingår i släktet Oberonia och familjen orkidéer. Inga underarter finns listade i Catalogue of Life.